# Cephaloflexa araucariana
Cephaloflexa araucariana ist eine brasilianische Art der Landplanarien  in der Unterfamilie Geoplaninae.

## Merkmale
Cephaloflexa araucariana ist eine kleine bis mittelgroße Landplanarie mit einer Länge von bis zu 45 Millimetern, wenn sie kriecht. Der Rücken ist bläulich-grau gefärbt und weist zwei seitliche schwarze Längsbanden auf. Bauchseitig ist die Färbung dunkelgrau und wird zu den Rändern hin schwarz. Das Vorderende ist schmaler als der Körper und wird durch einen Retraktormuskel nach oben hin aufgerollt.
Die vielen Augen verteilen sich entlang der Seitenränder über die gesamte Körperlänge mit Ausnahme der vorderen Spitze, wo keine Augen sitzen.

## Verbreitung
Bisher ist nur ein Fundort für diese Art bekannt, das Waldgebiet Floresta Nacional de São Francisco de Paula im südlichen Brasilien.